# Pedometri
Pedometri är tillämpningen av matematiska och statistiska metoder för att studera markens distribution och ursprung. Pedometrin behandlar markrelaterade problem där det finns en osäkerhet beroende på determinstisk eller stokastisk variation. Ordet pedometri härstammar från grekiskan där orden pedos (som betyder jord) och metron (som betyder mätning) har kombinerats. 

Se Pedometer.